# Мала Мараліха
Мала Маралі́ха (рос. Малая Маралиха) — село у складі Чаришського району Алтайського краю, Росія.

## Населення
Населення — 67 осіб (2010; 108 у 2002).
Національний склад (станом на 2002 рік):
- росіяни — 100 %